# روني ريوس
روني ريوس (بالإنجليزية: Ronny Rios)‏ مواليد 22 يناير 1990 في كاليفورنيا، هو ملاكم محترف أمريكي يصنف ضمن فئة وزن الريشة.

## إحصائيات
خاض خلال مسيرته 26 نزالا، فاز في 25 ولم يتعادل وخسر في 1. فاز بالضربة القاضية في 10 نزالات.

## روابط خارجية
- روني ريوس على موقع بوكس ريك (الإنجليزية) (registration required)
- روني ريوس على موقع Tapology.com (الإنجليزية)